# Robert Lowe (sångare)
Robert Lowe är en amerikansk sångare i doom metal-bandet Solitude Aeternus, som han varit medlem i sedan 1989. På deras senare skivor har han även skrivit de flesta texterna. Mellan januari 2007 och maj 2012 var han även sångare i svenska Candlemass. Han var studiosångare under inspelningarna av det första albumet med Last Chapter och 2007 spelade han in ett album med sidoprojektet Concept Of God. Han är också sångare i Kalifornien-bandet Tyrant.

## Diskografi (urval)
Album med Solitude Aeturnus
- Into the Depths of Sorrow (1991)
- Beyond the Crimson Horizon (1992)
- Through the Darkest Hour (1994)
- Days Of Doom (VHS, 1994)
- Downfall (1996)
- Adagio (1998)
- Alone (2006)
- Hour of Despair (DVD, 2007)

Studioalbum med Last Chapter
- The Living Waters (1998)

Studioalbum med Concept Of God
- Visions (2007)

Med Candlemass
- King of the Grey Islands (2007)
- Candlemass 20 Year Anniversary (DVD, 2007)
- Lucifer Rising (EP, 2008)
- Death Magic Doom (2009)
- Ashes To Ashes (Live CD/DVD, 2010)
- Psalms for the Dead (2012)